# 笹生那実
笹生 那実（さそう なみ、1955年5月27日 - ）は、日本の漫画家、同人作家。夫は漫画家の新田たつお。

## 来歴
小学生の時、美内すずえの『山の月と子だぬきと』に衝撃を受けてファンになり、小学校6年生で漫画を描き始める。中学進学と共に『別冊マーガレット』への投稿を始め、中学校3年生で別冊マーガレット「まんがスクール」の佳作と銀賞を受賞。神奈川県立鶴見高等学校に進学、漫画研究会を設立する。高校3年生のとき、『別冊マーガレット』1973年8月号において「風に逢った日」でデビュー。当時のペンネームは笹尾なおこ。同年の夏、くらもちふさこと共に美内すずえの元でアシスタントを務めた事をきっかけとして、多くの少女漫画家のアシスタントを経験しつつ、笹生那実あるいは、さそうなみのペンネームで『花とゆめ』『別冊ビバプリンセス』『JOURすてきな主婦たち』などの雑誌に、1987年頃まで作品を発表する。子育てのため、32歳で商業漫画家を一旦引退する。
くらもちふさことは鈴木光明の運営していた画塾（漫画勉強会）「三日月塾」の同志（ただし、くらもちの方が入塾もデビューも先）であり、同い年という事もあって交流も深かった。学生時代は帰省の度にくらもちの元に入り浸り、押しかけ同然にアシスタント活動をしていた。この頃にくらもちは『わずか5センチのロック』（1976年）を上梓するも、肝心の主人公が所属するバンドの名称が決まらず悩んでいたところ、事情を聞きつけた笹尾（笹生)が、くらもちのアイディアを元に「蘭丸団」のバンド名を提案する。そのアイディアを受けたくらもちは即座に採用を決め、結果、バンド名は写植貼付後という雑誌印刷に回すギリギリの時点で変更された。この事から、くらもちより蘭丸団（シリーズ）の名付け親と称されている。
商業漫画家引退後、三原順（1995年没）の作品が『はみだしっ子』しか刊行されていなかったため、1998年より「三原順作品刊行を求める会」というサークル名で同人活動を始める。サークルとしての当初の目的が一応の達成を見た現在は「三原順ファンPARTY」というサークル名で、三原順研究本の他、樹村みのり研究本、1960〜1970年代少女マンガ研究エッセイ等を出版。2006年からは「ひつじ座」というサークル名でコミティアに参加している。
2020年、漫画家の山下和美が進めていた、東京都世田谷区豪徳寺の洋館（旧尾崎行雄邸）保存運動を知り、夫妻で協力した。

## 作品リスト

### 漫画作品
- 風に逢った日（『別冊マーガレット』1973年8月号）笹尾なおこ名義
- ひとりぼっちの夜は…（『デラックスマーガレット』1973年秋の号）笹尾なおこ名義
- テレパシー・ラブ（『花とゆめ』1978年8月5日号）
- 海の中のしあわせ（『花とゆめ』1978年11月20日号）→2022年発行の自費出版本で「Ripple～リプル～」に改題
- 青い果実（『花とゆめ増刊』1979年冬の大増刊）
- 暗闇でこんにちは（『花とゆめ』1979年5月5日号）
- 206号室のヒーローマン（『週刊少年マガジンスペシャル増刊』1979年6月20日号）
- メロディアス・ロマン（『花とゆめ』1979年10月20日号）
- ぶらんこの季節（『別冊花とゆめ』1980年春の号）
- いばらの森（『プリンセスGOLD』1981年7月25日増刊号）
- 真夏からのあいさつ（『プリンセスGOLD』1981年9月25日増刊号）
- 君の知らないメロディー（『別冊ビバプリンセス』1981年秋季号）
- SOOO BAD TUNING（『ぱふ』1982年1月号）
- ハーフムーンをたべないで（『別冊ビバプリンセス』1982年冬季号）
- 加代子ららばい（『月刊プレイコミック』1982年2月号〜12月号）
- 危険な苺ジャム（『プリンセスGOLD』1982年5月25日増刊号）
- 実録！夢野一子　疾風の青春編（『ぱふ』1982年7月号）
- いちばん素敵なイヤリング（『プリンセスGOLD』1982年7月25日増刊号）
- 本牧ミッドナイト（『DUO』1982年9月号）
- Go to Jericho！（ジェリコへ行け！）（『プリンセスGOLD』1982年9月25日増刊号）
- おくちなおしにレモン（『プリンセスGOLD』1982年11月25日増刊号）
- えんぴつがきの午後（『月刊プリンセス』1983年1月号）
- あなたにオニオンスライス（『び〜らぶペア』1985年1号）
- 桜はまだか！（『び〜らぶペア』1985年2号）
- つおいこは負けない!（『BE・LOVE』1985年7月16日号）
- 25月病（『JOURすてきな主婦たち』1985年6月号）
- ラストダミー（『JOURすてきな主婦たち』1985年8月号）
- 雨の日にはうそつき（『JOURすてきな主婦たち』1985年10月号）
- チャート式 試験によくでる結婚問題（『ami Jour』1986年1月号）
- ハート・ウィーク（『JOURすてきな主婦たち』1986年4月号）
- 午前一時の気の迷い（『ami Jour』1987年10月号）
- 薔薇はシュラバで生まれる【70年代少女漫画アシスタント奮闘記】（単行本描き下ろし、2020年2月16日初版発行）
- 昭和のソレ系少女漫画のお話（『少女マンガのブサイク女子考』（トミヤマユキコ著、2020年10月31日第一冊発行）に描き下ろし）

### 書籍
- 25月病（双葉社、ジュールコミックス、1986年）
- 25月病～ヤングレディースコミック短編集～（大洋図書、クイーンズセレクション、2023年）電子書籍のみ
- 薔薇はシュラバで生まれる【70年代少女漫画アシスタント奮闘記】（イースト・プレス、EAST PRESS COMICS、2020年）
- すこし昔の恋のお話 笹生那実短編集＆エッセイまんが（イースト・プレス、2022年[12]）
- 風に逢った日～デビュー作他、短編集～（大洋図書、クイーンズセレクション、2023年）電子書籍のみ
- 加代子ららばい（大洋図書、エンペラーズコミックス、2023年）電子書籍のみ

## 関連記事
- 日本経済新聞2021年3月20付朝刊の「交友抄」で、くらもちふさこが、笹生那実を紹介している。